# Derek Luke
Derek Luke, (Jersey City, 24 de abril de 1974 ) é um ator americano. Ele ganhou os Prêmios Independent Spirit por seu desempenho em sua estreia no cinema no filme Antwone Fisher (2002), foi dirigido e produzido por Denzel Washington.
Ele é filho da pianista Marjorie Dixon e do nativo guianês Maurice Luke, um ex-ator. Ele é graduado na Snyder High School em Jersey City.

## Filmografia
- Antwone Fisher (2002)
- Biker Boyz (2003)
- Pieces of April (2003)
- Friday Night Lights (2004)
- Spartan (2004)
- Glory Road (2006)
- Catch a Fire (2006)
- Lions for Lambs (2007)
- Definitely, Maybe (2008)
- Miracle at St. Anna (2008)
- Notorious (2009)
- Madea Goes to Jail (2009)
- Captain America: The First Avenger (2011)
- Sparkle (2012)
- Seeking a Friend for the End of the World (2012)
- Baggage Claim (2013)
- Self/less (2015)
- Empire ( 2015 - present )
- Thirteen Reasons Why (2017)